# ورزشگاه یانگ‌گاکدو
یانگ‌گاکدو یک ورزشگاه چندمنظوره است که در جزیره یانگ‌گاکدو در پیونگ‌یانگ کره شمالی واقع شده‌است. در حال حاضر بیشتر برای مسابقات فوتبال استفاده می‌شود. این ورزشگاه ۳۰٫۰۰۰ نفر را در خود جای داده و در ۱۸ مه ۱۹۸۹ افتتاح شد.
علاوه بر زمین فوتبال و پیست اصلی دو و میدانی، مکان‌های تمرین سرپوشیده بدن‌سازی، وزنه‌برداری، تنیس روی میز، بوکس، کشتی، جودو و شنا وجود دارد. همچنین فضاهای اختصاصی برای داوران فوتبال، اتاق‌های تعویض بازیکنان، اتاق پخش، اتاق خبرنگاران و مفسران و امکانات پزشکی وجود دارد؛ و همچنین زمین اصلی، سه زمین تمرین برای فوتبال و هشت زمین تنیس وجود دارد.